# قانون المرافعات المدنية والتجارية المصري
قانون المرافعات المدنية والتجارية المصري أو قانون المرافعات المصري هو القانون الذي يتولى تنظيم القضاء المصري بتحديد نطاق المحاكم المصرية، وترتيبها، واختصاصاتها، والإجراءات واجبة الاتباع أمامها، والقواعد الخاصة بالقضاة ورجال النيابة العامة والمحامين والكَتَبة والمُحضَرين. كما يحدد إجراءات التقاضي ورفع الدعوى، ويحدد المحكمة التي يمكن للشخص رفع دعواه أمامها، ووسائل الدفاع أمامها، وطرق إصدار الأحكام وطرق الطعن فيها. كذلك يتولى العمل على حماية حقوق المتقاضين؛ فهو يحدد الأصول والإجراءات التي يجب أن تلتزم بها المحاكم؛ لإقامة العدل بين الناس، والمتقاضون لاستيفاء حقوقهم.
وهو قانون إجرائي شكلي؛ بمعنى أنه يهتم الإجراءات والشكليات التي يجب العمل بها عند التعامل مع السلطة القضائية في مصر. فهو لا يهتم بحماية المصالح الخاصة للأفراد بقدر اهتمامه بحماية الوسائل القانونية التي تتكفّل هي بحماية تلك المصالح. ولأن قانون المرافعات المصري ينظّم عمل القضاء المدني والتجاري في مصر، فهو، بالتالي، يعد موازياً لقانون الإجراءات الجنائية المصري الذي ينظّم عمل القضاء الجنائي المصري، ولقانون مجلس الدولة المصري الذي ينظّم عمل القضاء الإداري المصري. ومع ذلك، يحتوي قانون المرافعات على العديد من المبادئ العليا التي تحكم القضاء بمختلف أنواعه (مدني أو جنائي أو إداري)، والسبب في ذلك هو الأسبقية التاريخية لقانون المرافعات، ومن أمثلة هذه المبادئ: مبدأ استقلال القاضي، وحياده، وحق الدفاع.